# Els Omellons
Els Omellons ist eine katalanische Gemeinde in der Provinz Lleida im Nordosten Spaniens mit 190 Einwohnern (Stand: 2024). Sie ist Teil der Comarca Garrigues.

## Geographische Lage
Els Omellons liegt etwa 28 Kilometer ostsüdöstlich von Lleida in einer Höhe von 385 m. 

## Bevölkerungsentwicklung
| Jahr      | 1970 | 1981 | 1991 | 2001 | 2011 | 2021 |
| Einwohner | 348  | 288  | 270  | 258  | 241  | 202  |

## Sehenswürdigkeiten

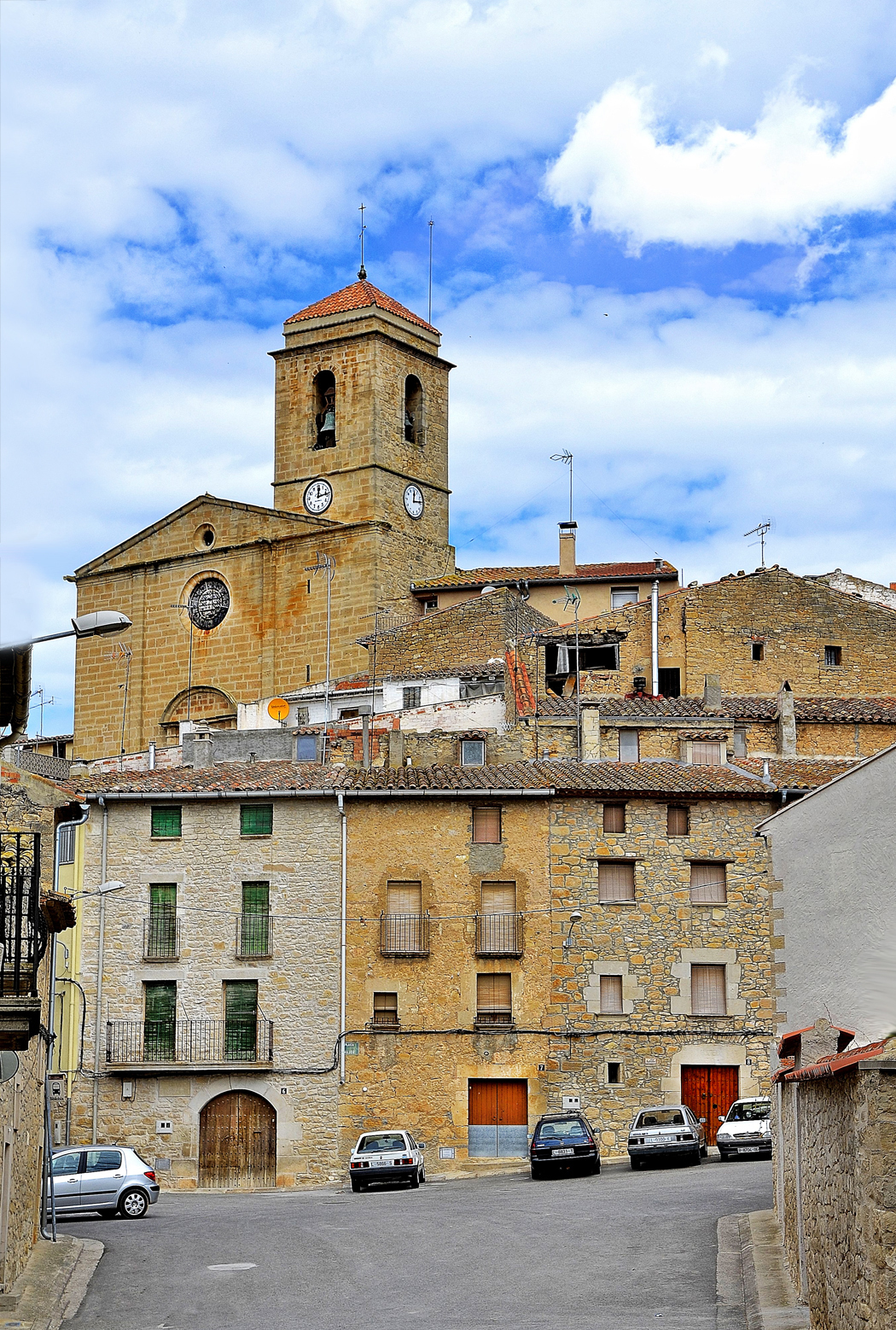
Michaeliskirche

- Michaeliskirche